# 星棘假鰓鱂
星棘假鰓鱂，為輻鰭魚綱鯉齒目鰕鱂亞目鰕鱂科的其中一種，為熱帶淡水魚，分布於非洲坦尚尼亞東部及肯亞東南部淡水流域，本魚體延長，身體鱗片的鱗面為藍綠色，鱗框為紅色，背鰭、臀鰭布滿紅色的紋路，尾鰭圓形，雄魚尾鰭紅色，後緣黑色，背鰭和臀鰭白色邊緣狹窄，虹膜銀色；雌魚的側翼後部和不成對的鰭有黑色斑點顏色為鮮紅色，背鰭軟條15-17枚、臀鰭軟條16-19枚，體長可達7.5公分，棲息在洪氾區、沼澤、水塘植被生長茂密的底中層水域，卵沉積在基質中，在旱季存活下來，雨季開始時孵化，魚苗快速生長，六週內即可達到性成熟，可作為觀賞魚。

## 擴展閱讀
維基物種上的相關：星棘假鰓鱂
1. ↑  Nagy, B.; Watters, B. . The IUCN Red List of Threatened Species. 2021, 2021: e.T164386040A164386078  [17 November 2021]. doi:10.2305/IUCN.UK.2021-1.RLTS.T164386040A164386078.en .